# Sternotomis chrysopras
Sternotomis chrysopras es una especie de escarabajo longicornio del género Sternotomis, subfamilia Lamiinae. Fue descrita científicamente por Westwood en 1844.
Se distribuye por Costa de Marfil, Togo, Sierra Leona, República Centroafricana, Senegal, República Democrática del Congo, Ghana, Gabón, Chad, Camerún, Angola, Guinea y Guinea Ecuatorial. Posee una longitud corporal de 20-27 milímetros. El período de vuelo de esta especie ocurre en los meses de febrero, abril, mayo, noviembre y diciembre.
Parte de su alimentación se compone de plantas de las familias Anacardiaceae, Myristicaceae, Moraceae, entre otras.